# Efecto Warburg (oncología)
En oncología, el efecto Warburg es el hecho de que la mayor parte de las células cancerosas producen energía principalmente en el citosol, por un proceso de glicólisis anaeróbica, es decir, gracias a altas tasas de glicólisis seguidas por un proceso de fermentación láctica; en vez de producir energía por la vía de oxidación aeróbica del piruvato en las mitocondrias como es lo habitual en la mayor parte de las células normales. Este último proceso hace uso del oxígeno como aceptor final de electrones en la cadena respiratoria. Las células malignas tienen, típicamente, unas tasas de consumo de glucosa unas 200 veces mayores que las de las células normales que les dieron origen; y esto ocurre aún con un aporte pleno de oxígeno. Otto Heinrich Warburg postuló que este cambio en el metabolismo es la causa fundamental del cáncer, hipótesis que actualmente se conoce como hipótesis de Warburg.
De forma paradójica, sin embargo, las células anaeróbicas no pueden desarrollar cáncer pues no tienen mitocondria y son dependientes únicamente del proceso de fermentación láctica. Por ejemplo, el cristalino, la córnea, algunas partes de la retina y los glóbulos rojos.
Actualmente se reconoce como causa del cáncer a mutaciones en los llamados oncogenes y genes supresores tumorales. Sin embargo, el paradigma metabólico está tomando fuerza en los últimos años frente a la mutación genómica como origen verdadero del cáncer, siendo la inestabilidad genómica un derivado del proceder de las células tumorales, y el resto de características reconocibles de esta, se consideran desde este enfoque epifenómenos secundarios de la alteración metabólica principal y de la fermentación compensatoria de la célula tumoral.

## Historia
En 1942, Otto Heinrich Warburg observó que las células normales metabolizan la glucosa de forma distinta a las células cancerosas.
Esto, se puede explicar porque las células cancerosas en presencia de oxígeno tienen tasas glucolíticas mucho más altas de lo normal.
Con base en lo anterior, Warburg planteo una teoría en la cual la función bioenergética de la mitocondria de la célula tumoral se encuentra alterada.
Por otra parte el efecto Pasteur, indica que en las células aerobias, el flujo metabólico de la glucólisis, determinado ya sea por el aumento del uso de glucosa o por el aumento en la producción de lactato, depende de proporción de energía obtenida por fosforilación oxidativa. Y ya que la fosforilación oxidativa se produce en la mitocondria; si se origina una restricción en la capacidad de aporte energético mitocondrial, se debe incrementar el flujo de la glicólisis con el fin de aportar el ATP necesario para suplir las necesidades energéticas. Esto es indistinto, ya sea por una deficiencia en la disponibilidad de oxígeno, o por una alteración genética que daña la actividad de respiración celular normal.

## Uso en diagnóstico
El efecto Warburg tiene importantes aplicaciones médicas, la alta tasa de metabolismo de los tumores malignos es utilizada clínicamente para diagnosticar su presencia y monitorear la respuesta del cáncer al tratamiento, utilizando para ello herramientas de diagnóstico por imágenes. Estas herramientas producen una imagen del consumo de 2-18F-2-deoxiglucosa la cual es un sustrato para la hexoquinasa además de que es un importante emisor de positrones, permitiendo de esta manera elaborar una imagen por tomografía de emisión de positrones (TEP) de los sitios donde existe un alto consumo metabólico.

## Posible explicación del efecto
El efecto Warburg podría ser simplemente la consecuencia de un daño en las mitocondrias debido al cáncer, o una adaptación al ambiente bajo en oxígeno que existe dentro del tumor, o el resultado de que los genes cancerosos apagan las mitocondrias debido al rol que desempeñan estas en el programa de apoptosis y que de otra forma terminaría por matar a las células cancerosas. Podría tratarse también de un efecto asociado a la proliferación celular. Partiendo del punto de que la glicólisis provee la mayor parte de los bloques de construcción requeridos para la proliferación celular, se ha propuesto que tanto las células cancerosas (como las células normales), necesitan activar la vía de glicólisis láctica, aún en presencia de oxígeno, para proliferar.
La evidencia atribuye una parte de la alta tasa de glicólisis aeróbica a una sobreexpresión de un tipo de hexoquinasa unida a la mitocondria que sería la principal responsable de la alta actividad glicolítica.
En marzo de 2008, Lewis C. Cantley y colegas del Harvard Medical School anunciaron haber identificado la enzima responsable del efecto Warburg. Los investigadores determinaron que la M2-PK tumoral, una isoforma de la enzima piruvato kinasa, se produce en todas las células que se encuentran en rápida división, y que es la responsable de capacitar a las células cancerosas para consumir glucosa a un ritmo acelerado; y que inhibiendo la producción de la M2-PK tumoral, y forzando a la célula a utilizar formas alternativas de la piruvato kinasa, se frena su crecimiento. Los investigadores también acordaron el hecho de que la química exacta del metabolismo de la glucosa muy probablemente varíe entre diferentes formas de cáncer; pero la PKM2 fue identificada en todas las células cancerosas que fueron evaluadas. Esta isoenzima normalmente no se encuentra en los tejidos sanos, aunque aparentemente es muy necesaria cuando las células necesitan multiplicarse con mucha rapidez, por ejemplo para sanar heridas o en el caso de la hematopoyesis.

## Inhibidores glucolíticos
Se han desarrollado muchas sustancias capaces de inhibir la glicólisis, y estos inhibidores actualmente son foco de atención por su potencial uso como agentes anticancerianos, entre estos se incluyen al SB-204990, la 2-deoxi-D-glucosa (2DG), 2-bromopiruvato (3BP), la 5-tioglucosa y el ácido dicloroacético (DCA). Actualmente se están llevando a cabo ensayos clínicos con la 2DG y el DCA.
El ácido alfa-cianocinámico, un inhibidor del transportador de monocarboxilato se ha utilizado exitosamente para hacer blanco sobre tumores cerebrales en una investigación con ratones.Colen CB El DCA, una pequeña molécula inhibidora de la piruvato deshidrogenasa mitocondrial es capaz de regular a la baja el proceso de glicólisis tanto in vitro como in vivo. Unos investigadores de la Universidad de Alberta teorizaron en 2007 que el DCA podría tener beneficios terapéuticos contra muchos tipos de cáncer.

## Modelos alternativos
Un modelo llamado efecto Warburg inverso describe a otras células produciendo energía por glicólisis, pero no las células tumorales, sino fibroblastos en los estromas de los tejidos. A pesar de que el efecto Warburg podría existir potencialmente en ciertos tipos de cáncer, es de resaltar la necesidad de un estudio más profundo en el metabolismo tumoral.